# Куотерман, Чарли
Чарли Бакстер Куотерман (англ. Charles Baxter Quarterman; род. 6 сентября 1998, Оксфорд, Англия) — великобританский профессиональный шоссейный велогонщик, выступающий с 2020 года за американскую команду мирового тура «Trek-Segafredo».

## Достижения
2016
1-й  Горная классификация Тур Уэльса (юниоры)
3-й Giro di Basilicata (юниоры)
5-й Omloop der Vlaamse Gewesten (юниоры)
6-й Grand Prix Bati-Metallo (юниоры)
2018
2-й Чемпионат Великобритании в индивидуальной гонке U-23
2019
1-й  Чемпионат Великобритании в индивидуальной гонке  U23